# Vagnsbro tingslag
Vagnsbro  tingslag var ett tingslag i Västmanlands län i Västmanlands norra domsaga från 1858 och Gamla Norberg, Norrbo, Vagnsbro och Skinnskattebergs domsaga dessförinnan.    
Tingslaget uppgick 1900 i Gamla Norberg och Vagnsbro tingslag.

## Ingående områden

### Socknarna i häraderna
- Vagnsbro  härad